# Walther (azienda)
Carl Walther GmbH Sportwaffen, abbreviato generalmente in Walther, è un'azienda tedesca creata nel 1886, che produce perlopiù armi da fuoco semiautomatiche. Ha sede a Ulma, ed a Arnsberg si trova la sede della casa madre Umarex. La denominazione Walther-Schleife si collega alle armi sportive, come fucili e pistole per tiro a segno.

## Storia

### La creazione
Fondata a Zella-Mehlis nel 1886 da Carl Walther, si occupava inizialmente di fucili da caccia e da sport, in particolare gli Scheibenbüchsen. Tra le armi più note prodotte da questa azienda si ricorda la Polizeipistole, o "Modello PP", resa celebre dal suo uso da parte del personaggio di James Bond.
Le armi della Walther erano dotate di una innovativa modalità di scatto in doppia azione, che venne ripresa anche da altre fabbriche, come Mauser e Sauer. Nel periodo fra la prima e la seconda guerra mondiale, la Walther produsse armi per la Heereswaffenamt, e fu tra le aziende che sostennero maggiormente l'esercito tedesco durante il conflitto.
Nel 1993 viene rilevata dalla ditta Umarex di Arnsberg, che figura ad oggi come secondo stabilimento di produzione, specializzato in armi per lo sport e l'autodifesa.

### Produzione di pistole
Nel 1908, su iniziativa di Fritz Walther (il figlio più grande di Carl Walther), inizia la produzione delle pistole semiauto compatte (Modelli dall'1 al 9), nei calibri 6,35 mm e 7,65 mm, che prendevano spunto dalle pistole Model 1905 e 1906 del "vicino" Browning.
Nel 1929, la ricerca, lo sviluppo dei modelli più vecchi e l'insieme di alcuni brevetti, portano la Walther a produrre la popolare Polizeipistole Walther PP, nella prima di grossa produzione in serie; e nel 1931, la nuova versione compatta Polizei Pistole, Kriminal modell o PPK, nota a livello mondiale anche per l'utilizzo cinematografico (negli anni 1950) da parte del personaggio James Bond. Questo modello, usato anche nella seconda guerra mondiale, rivoluzionò poi il mercato delle armi corte.
Nel periodo tra le due guerre la Walther a Zella-Mehlis produsse armi pionieristiche come:
- una arma automatica con otturatore a ginocchio;
- una pistola militare in calibro 9 mm Parabellum, la Pistole 08 (dal 1940 nelle forze armate tedesche come Walther P38)
- la Olympiapistole e la Jägerschaftsmodell - la Olympiapistole fu usata ai Giochi della XI Olimpiade del 1936 e fu la base dello sviluppo dei prodotti della svizzera Hämmerli dopo la II guerra mondiale;
- una carabina di piccolo calibro da caccia a ripetizione, nota come Walther-KKJ;

### La seconda guerra mondiale
Con l'inizio della seconda guerra mondiale fu coinvolta nella produzione bellica. Accanto ai modelli PP e PPK e la Pistola P38 la Walther-Werke produsse anche il modello K43 carabina da 8 x 57 IS. Le armi Walther vennero marchiate con codice ac. Durante il conflitto la Walther utilizzò nel suo stabilimento di Zella-Mehlis lavoratori-schiavi forniti dall'Organizzazione Todt provenienti dai paesi occupati dalla Germania nazista. Esternamente alla fabbrica furono costruite delle baracche per i lavoratori-schiavi delle quali oggi non esiste più traccia.
Adolf Hitler si suicidò con una Walther 7.65, forse la stessa con cui si era suicidata nel 1931 sua nipote Angelika Raubal.

### Nuova fondazione nel 1948
Dopo la fine della guerra l'Armata Rossa occupò Zella-Mehlis e Fritz Walther creò un nuovo inizio a Ulma. Contemporaneamente la francese Manurhin di Mülhausen/Elsass fabbricò le pistole Walther su licenza. La ditta produsse anche macchine per ufficio, in particolare macchine calcolatrici, causa i divieti imposti dalla sconfitta del secondo conflitto mondiale. Continuò la produzione di armi a Ulma, rifornendo l'esercito tedesco e avviando anche la lavorazione di armi sportive di elevate prestazioni e armi da caccia di vario calibro. Nell'aprile 1949 vennero già prodotte 1000 nuove pistole a Ulm.

### L'acquisizione da parte della Umarex e gli anni 2000
Nel 1993 la società venne acquisita dalla Umarex di Arnsberg. Dal 3 febbraio 2006 la UMAREX-Gruppe ha anche acquisito i diritti del marchio Hämmerli, dalla SAN Swiss Arms AG. La progettazione e produzione rimane nella sede di Ulm.
Il 16 novembre 2012 viene siglato un accordo con il ministero della Giustizia dei Paesi Bassi per la fornitura di 45.000 pistole tipo Walther P99 alla Polizia olandese, per una commessa di 13,5 mln di Euro. Le pistole verranno fornite tra il 2013 e il 2015.

## Prodotti
Presso Ulm vengono fabbricate le serie PP, PPK, P38, le Taschenpistole (Mod. TP - calibro 6,35 mm Browning) e le Taschenpistole mit Hahn (Mod. TPH - una Mini-PPK in calibro 6,35 mm Browning e .22 lfB). La nuova Bundeswehr utilizzerà la P38 (designazione P1 con fusto alleggerito) come pistola d'ordinanza.
Vengono inoltre fabbricate a Ulm le armi sportive per tiro a segno ad aria e piccolo calibro: le LP53, LP2 e LP3, le pistole PP-Sport, GSP (accanto al calibro .22 lfB, il modello GSP anche in .32 S&W) così come la Olympische Schnellfeuerpistole (Mod. OSP in calibro .22 corto).
Per il mercato estero vengono create le MPL e MPK (9 mm Parabellum), così come l'arma semi-automatica di precisione Walther WA 2000 in calibro 7,62 x 51 mm NATO.
Altri modelli sono la P5 e P5 Compact (sulla base della P38 come Polizeipistole), la P88 e Walther P88 Compact (entrambe basate sulla P38 con caricatore da 15 colpi), la P99 (in polimero, Browning Double-Action), così come la P22 (su disegno della P99 in piccolo calibro da esercitazione).

## Nell'arte
La Walther PPK è l'arma di James Bond dal 1962 al 1997 e dal 2008 in poi. Nel periodo 1999-2008 venne impiegata una Walther P99. La stessa P99 è l'arma di Jet Black dalla serie Cowboy Bebop del 1998.
Nei cartoni animati (e film), la Walther P38 è l'arma di Lupin III, che nei nuovi manga dal 1998 diventa una Walther P99. In ambito televisivo la Walther P88 è l'arma di Semir Gerkhan nella serie Squadra Speciale Cobra 11.